# مسند (كرسي)
المِسند (جمع: مساند) أو المُتَّكَأ هو جزء من الكرسي حيث يمكن للشخص أن يضع ذراعيه عليه. توجد المساند في مجموعة كبيرة ومتنوعة من الكراسي مثل كراسي السيارات والأرائك وغيرها الكثير. بعض المساند عَدُولة (أي قابلةٌ التعديلَ أو للتعديلِ) كما في كراسي المكتب المريحة. يجب أن تدعم المساند الساعدَين ما يقلل من آلام الرقبة والرأس.

## الصور

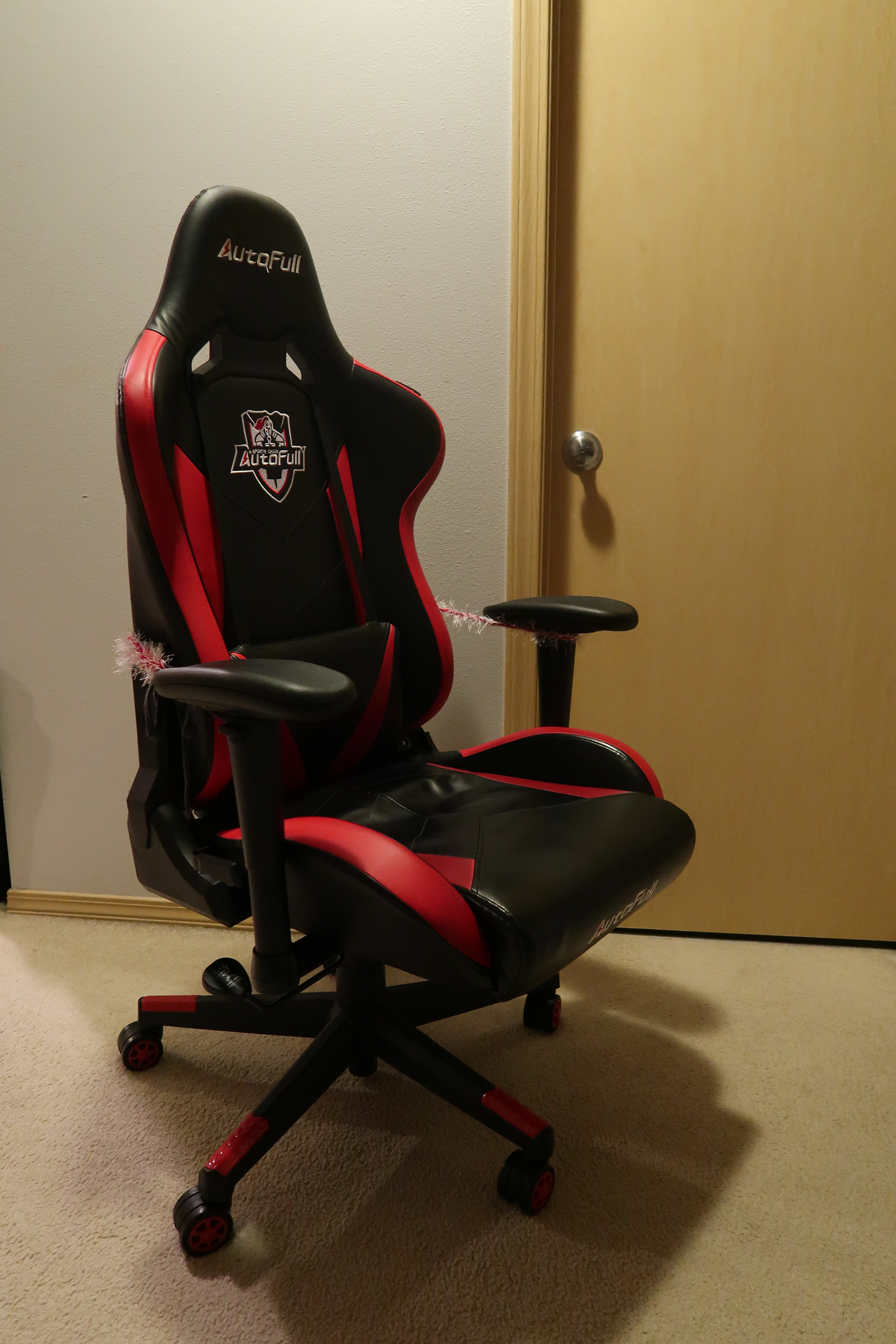
كرسي ألعاب فِديو
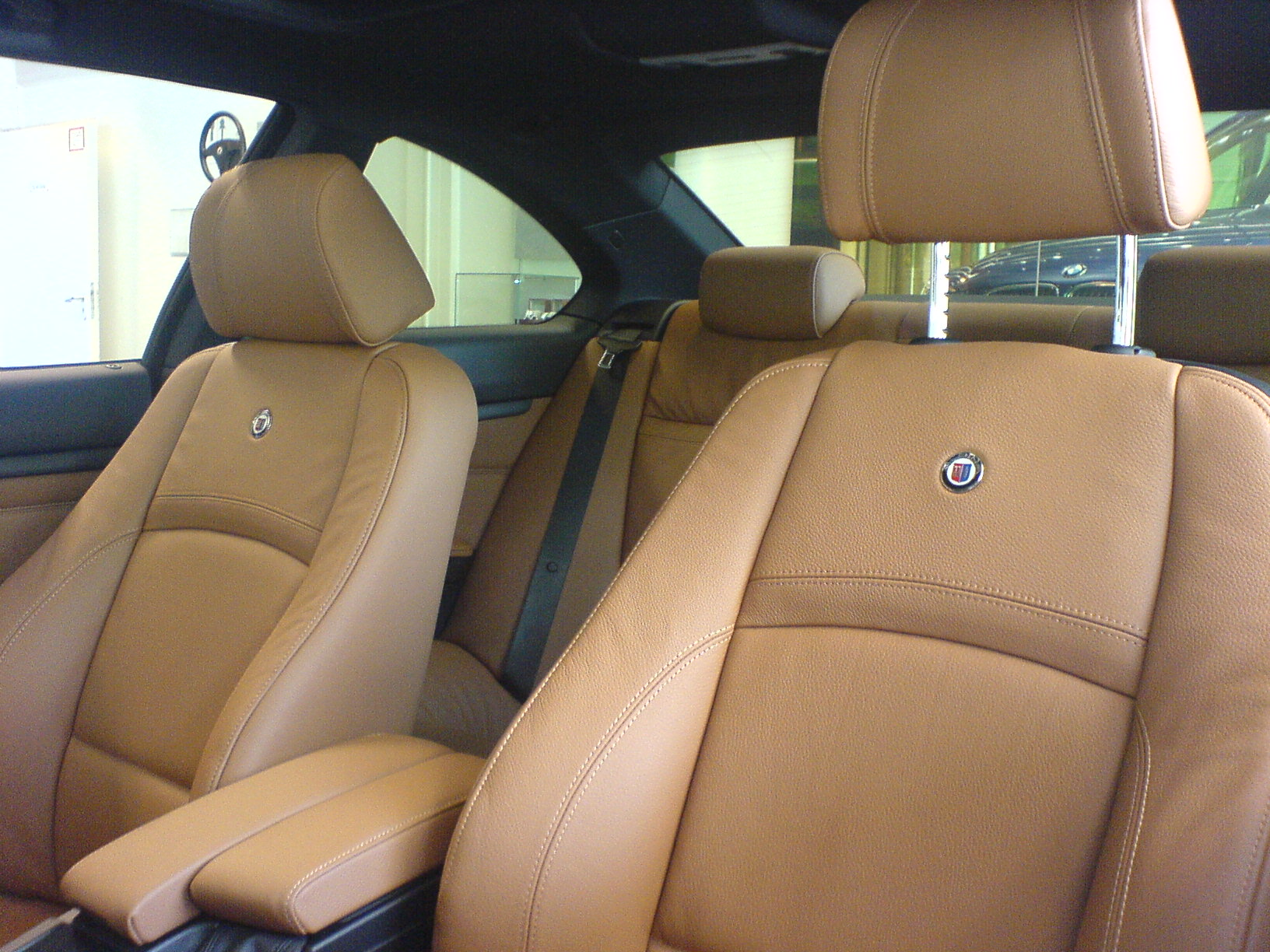
سيارة بها كرسيان ذا مسندَين
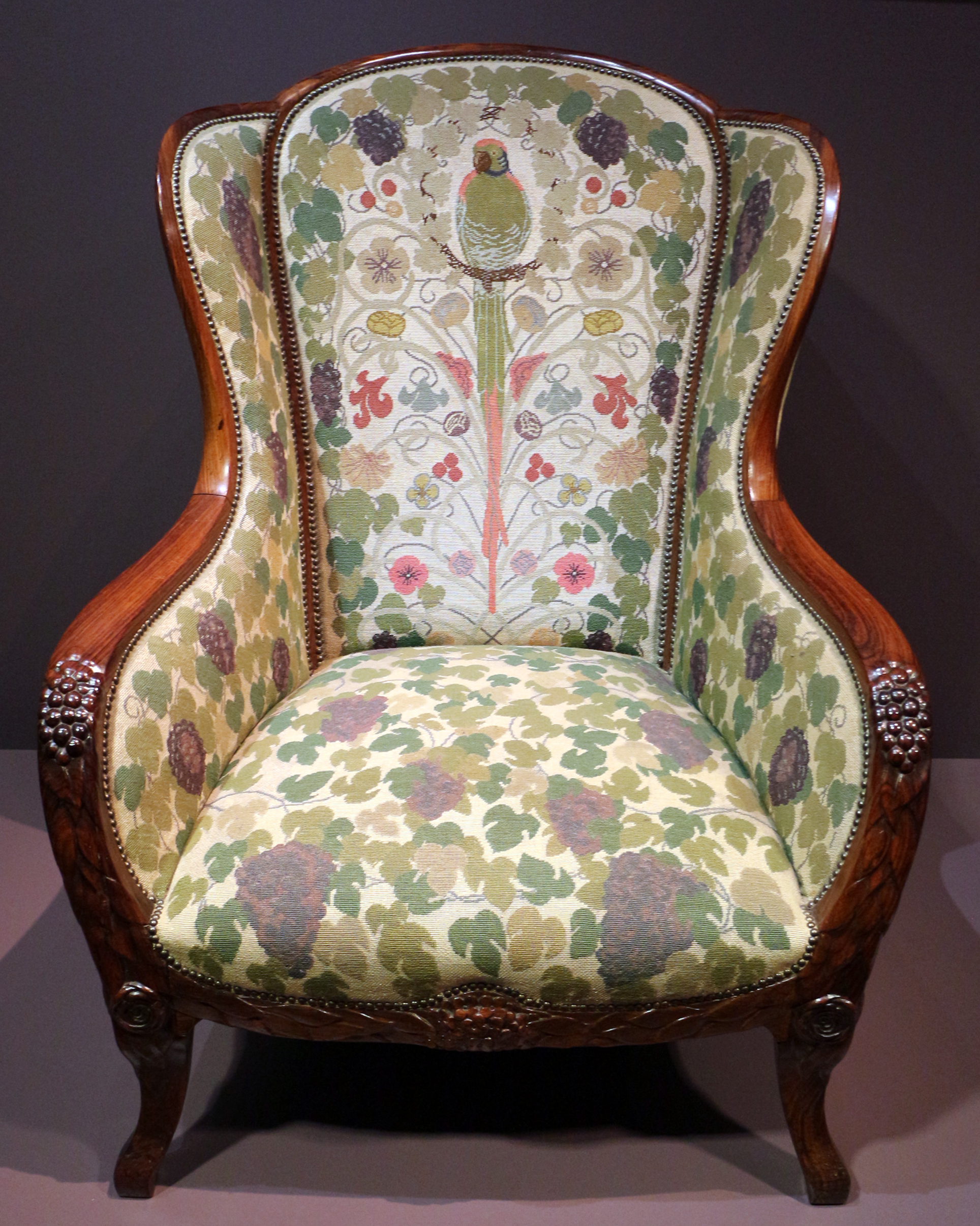
كرسي بمسندين من عامي 1912-1913 في متحف أُرسي (باريس)